# Disjunkt (matematik)
 For alternative betydninger, se disjunkt. (Se også artikler, som begynder med disjunkt)
Ordet disjunkt kommer af det latinske disiunctus, som betyder "adskilt". Inden for matematikken er to mængder disjunkte når de ikke har noget element til fælles. Hvis A og B er to mængder, skrives dette typisk A ∩ B = Ø, hvor Ø er den tomme mængde.
| Matematik | Spire Denne artikel om matematik er en spire som bør udbygges. Du er velkommen til at hjælpe Wikipedia ved at udvide den. |